# فریند (اورگن)
فریند (به انگلیسی: Friend) یک منطقهٔ مسکونی در ایالات متحده آمریکا است که در اورگن واقع شده‌است. فریند ۷۴۵٫۸۵ متر بالاتر از سطح دریا واقع شده‌است.